# Quận Carter, Missouri
Quận Carter là một quận thuộc tiểu bang Missouri, Hoa Kỳ. Theo điều tra dân số năm 2000 của Cục điều tra dân số Hoa Kỳ, quận có dân số 5941 người 2. Quận lỵ đóng ở Van Buren 6

## Địa lý
Theo Cục điều tra dân số Hoa Kỳ, quận có tổng diện tích km2, trong đó có km2 là diện tích mặt nước.

### Quận giáp ranh
- Quận Reynolds  (bắc)
- Quận Wayne  (đông bắc)
- Quận Butler  (đông nam)
- Quận Ripley  (nam)
- Quận Oregon  (tây nam)
- Quận Shannon  (tây)

## Thông tin nhân khẩu
Theo điều tra dân số 2 năm 2000, quận đã có dân số 5.941 người, 2.378 hộ gia đình, và 1.674 gia đình sống trong quận hạt. Mật độ dân số là 12 người trên một dặm vuông (5/kmТВ). Có 3.028 đơn vị nhà ở mật độ trung bình của 6 trên một dặm vuông (2/kmТВ). Cơ cấu dân tộc của cư dân sinh sống ở quận này bao gồm 96,60% người da trắng, 0,08% da đen hay Mỹ gốc Phi, 1,35% người Mỹ bản xứ, 0,10% ở châu Á, 0,03% từ các chủng tộc khác, và 1,83% từ hai hoặc nhiều chủng tộc. Khoảng 1,21% dân số là người Hispanic hay Latino thuộc một chủng tộc nào. Trong số các ancestries lớn đầu tiên được báo cáo trong Carter County được 28,1% người Mỹ, Ailen 15,5%, Đức 15,0%, và tăng 12,7% người gốc Anh, theo điều tra dân số năm 2000.
Có 2.378 hộ, trong đó 30,80% có trẻ em dưới 18 tuổi sống chung với họ, 57,40% là đôi vợ chồng sống với nhau, 8,90% có một chủ hộ nữ và không có chồng, và 29,60% là không lập gia đình. 26,70% hộ gia đình đã được tạo ra từ các cá nhân và 12,60% có người sống một mình 65 tuổi hoặc cao tuổi hơn. Cỡ hộ trung bình là 2,46 và cỡ gia đình trung bình là 2,97.
Trong dân số đã đạt mức trải ra với 25,10% dưới độ tuổi 18, 8,00% 18-24, 25,90% 25-44, 25,00% từ 45 đến 64, và 15,90% từ 65 tuổi trở lên. Độ tuổi trung bình là 39 năm. Đối với mỗi 100 nữ có 96,50 nam giới. Đối với mỗi 100 nữ 18 tuổi trở lên, đã có 94,20 nam giới.
Thu nhập trung bình cho một hộ gia đình trong đã đạt mức USD 27.608, và thu nhập trung bình cho một gia đình là USD 33.349. Phái nam có thu nhập trung bình USD 25.568 so với 16.500 USD của phái nữ. Thu nhập bình quân đầu người là 16.178 USD. Có 19,60% gia đình và 25,20% dân số sống dưới mức nghèo khổ, bao gồm 36,10% những người dưới 18 tuổi và 20,20% của những người 65 tuổi hoặc hơn.